# Fokkestraat
De Fokkestraat, of het Fokkestraatje, is een straatje in de Nederlandse stad Leiden, tussen de Lammermarkt en de Oude Singel.

## Geschiedenis
Midden negentiende eeuw heette het straatje nog Fokkerstraat. De naam verwijst naar een vermogende zakenman uit de zeventiende eeuw. Bij een stadsuitbreiding aan het begin van die eeuw, wist Anthonis Jorisz. Focker (of Fokker) de hand te leggen op verscheidene percelen in het bouwblok rond het tegenwoordige Museum De Lakenhal. Hij herverkavelde de verkregen grond, waarbij hij de Fokkerstraat liet aanleggen.

## Plein en steeg
Bij de herverkaveling door voornoemde Focker werd, naast de Fokkerstraat, ook het parallel gelegen Fokkerplein aangelegd. Niet ver naar het westen bevindt zich de Schapenbelpoort, die ook wel Schapenbelsteeg of Fokkesteeg werd genoemd. Dit steegje loopt van de Beestenmarkt naar de Sint Aagtenstraat. De bel die er toen hing werd gebruikt om de veemarkt mee in en uit te luiden. Na restauratie van de klokkenstoel, hangt daar thans opnieuw een bel. De naam Schapenbelpoort is behouden, maar het steegje is aan de zijde van de Beestenmarkt afgesloten.

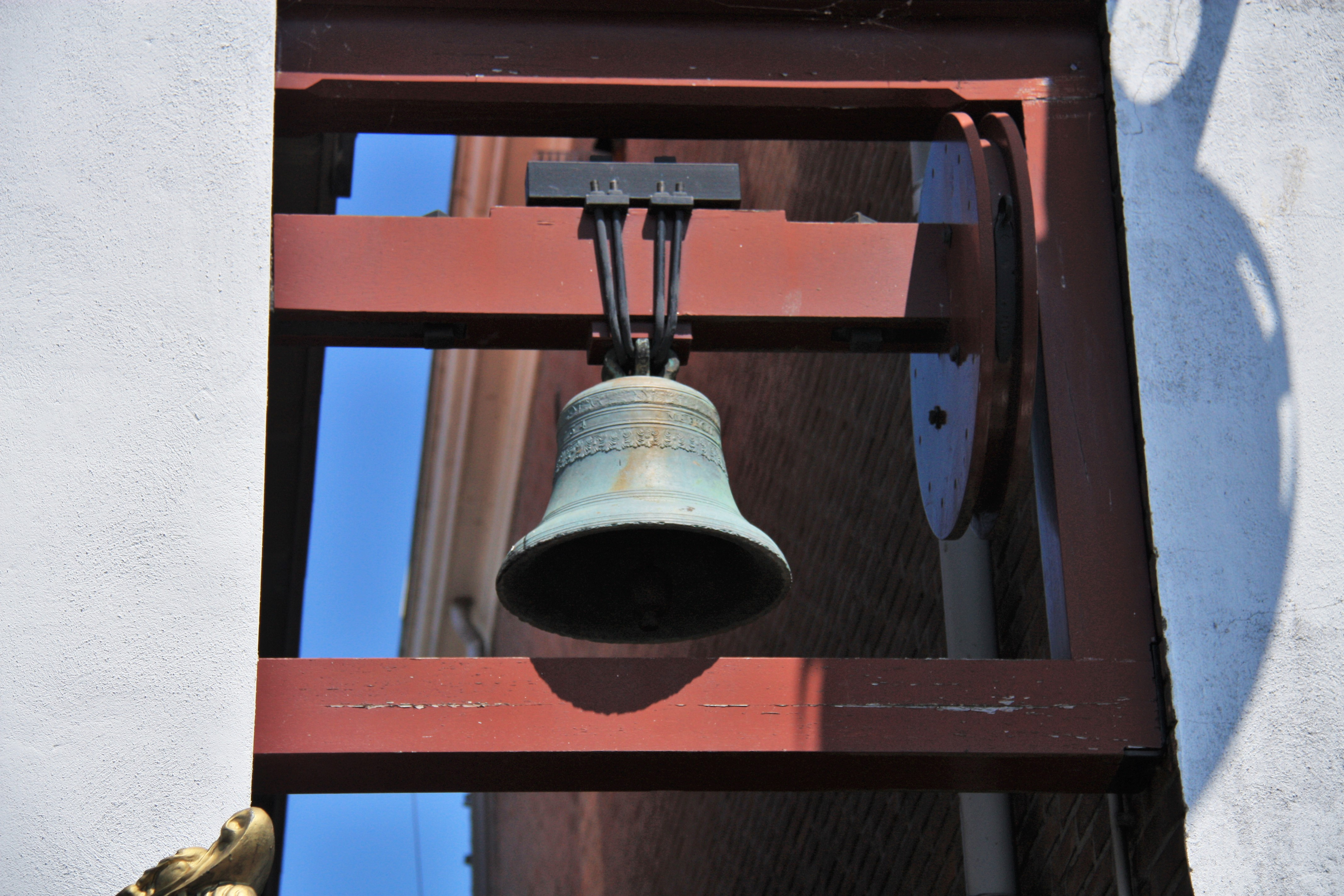
Schapenbel aan de Beestenmarkt, boven de poort naar de Fokkesteeg

Aalmarkt · Beschuitsteeg · 4e Binnenvestgracht · Botermarkt · Bouwelouwensteeg · Breestraat · Diefsteeg ·  Fokkestraat · Galgewater · Groenesteeg · Haarlemmerstraat · Hogewoerd · Korte Bouwelouwensteeg · Lammermarkt · Noordeinde · Van der Werfstraat  · Witte Singel · Zoeterwoudsesingel